# オオサンゴヘビ
オオサンゴヘビ（Micrurus spixii）は、有鱗目コブラ科に属するヘビの一種である。

## 分布
南米、特にベネズエラ、コロンビア、ボリビア、エクアドル、ブラジル、ペルーに分布する。
標高0-800mの、森林やサバンナに生息する。

## 概要
全長80-110cm、最大140cm。オスのほうが大型になる。頭頂部は黒色。体躯には白や赤、黄色の輪っか模様が入る。斑点は無い。
他のヘビを食べる。本種は有毒であることは判明しているものの、毒の具体的な成分組成については不明な点が多い。

## 備考
タイプ標本はブラジルにて得られたもの。
種小名 spixii  は、ドイツの動物学者、ヨハン・バプチスト・フォン・スピックスにちなむ。

## 画像

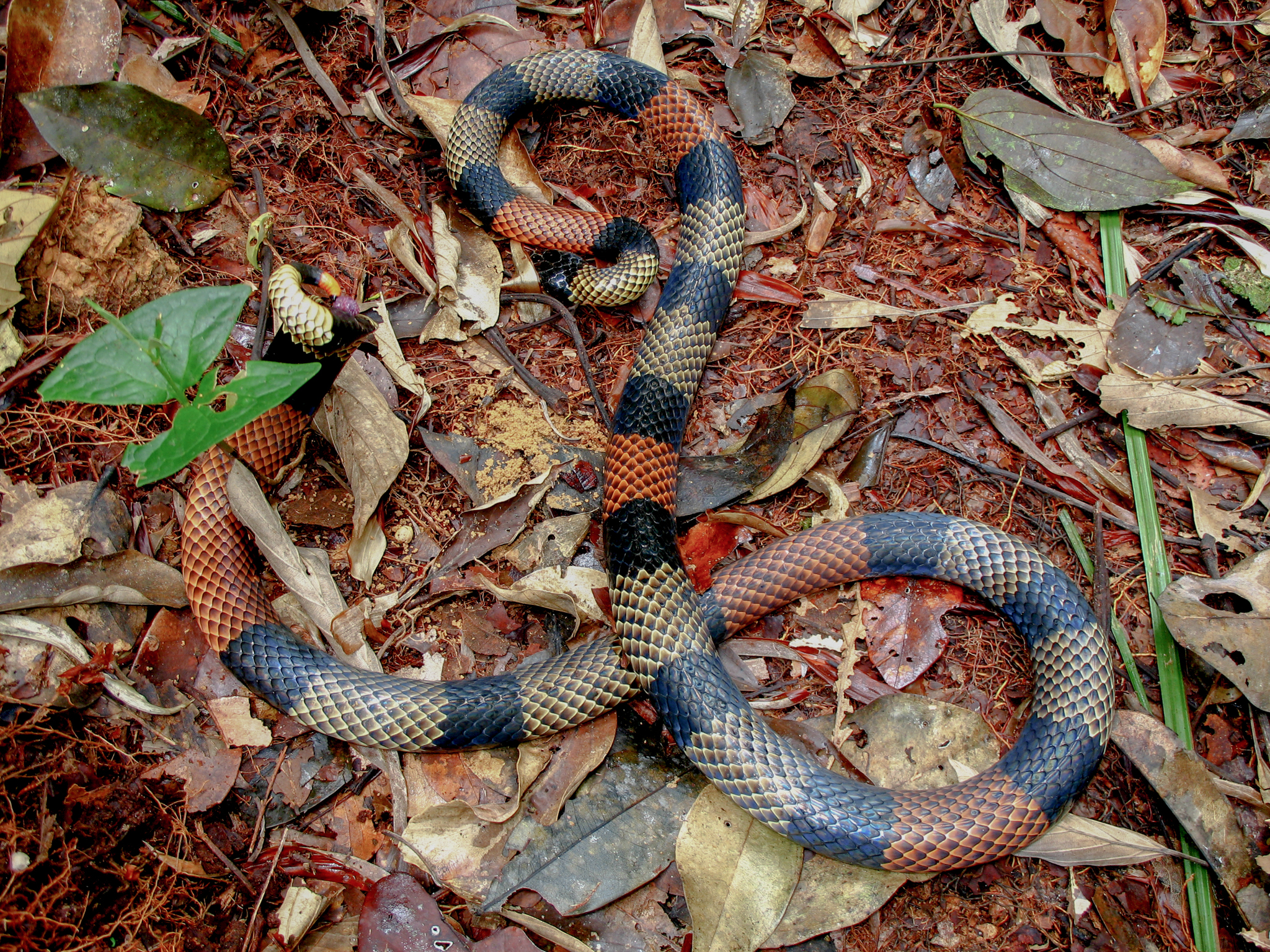
全身
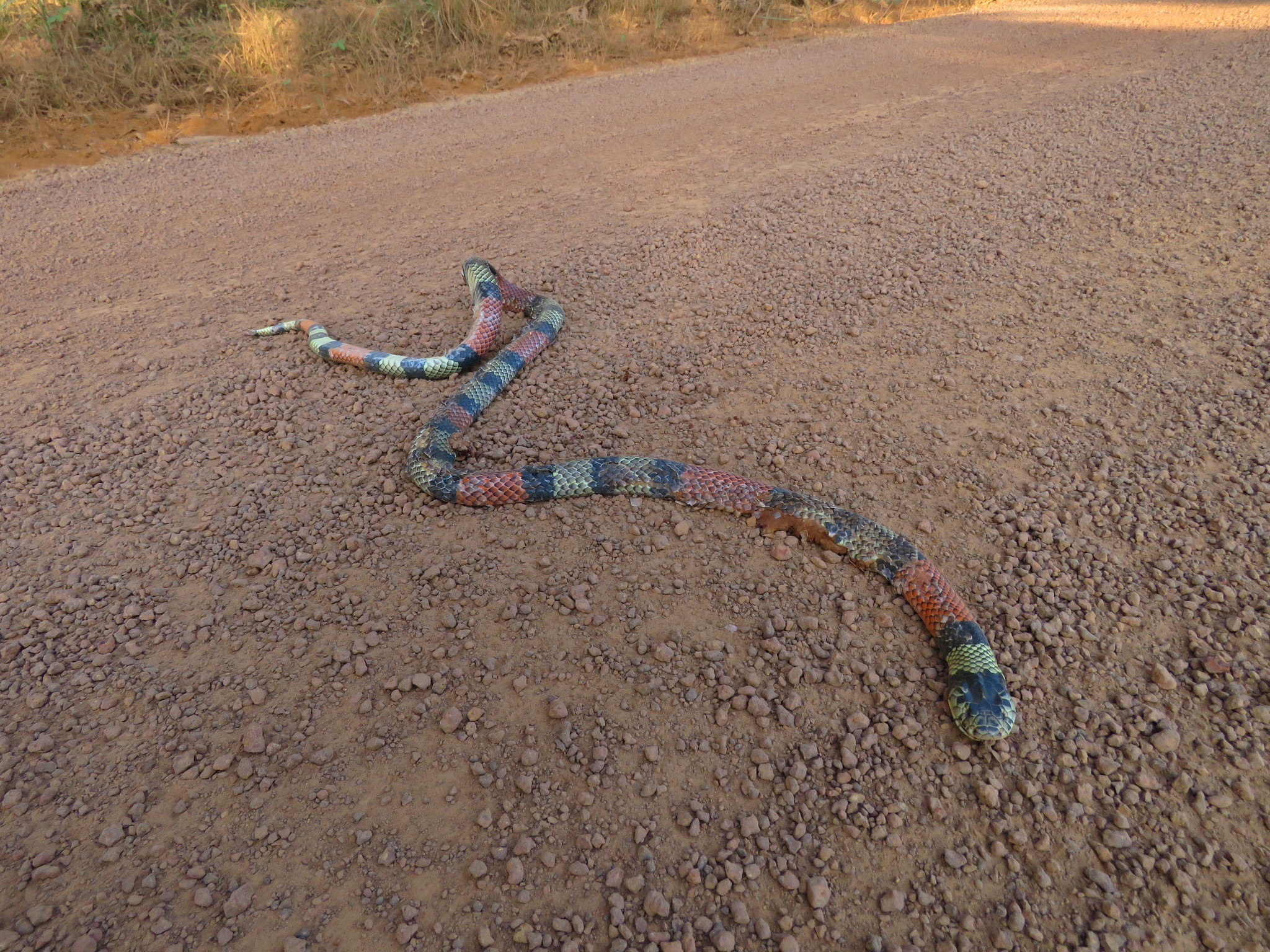
移動する様子
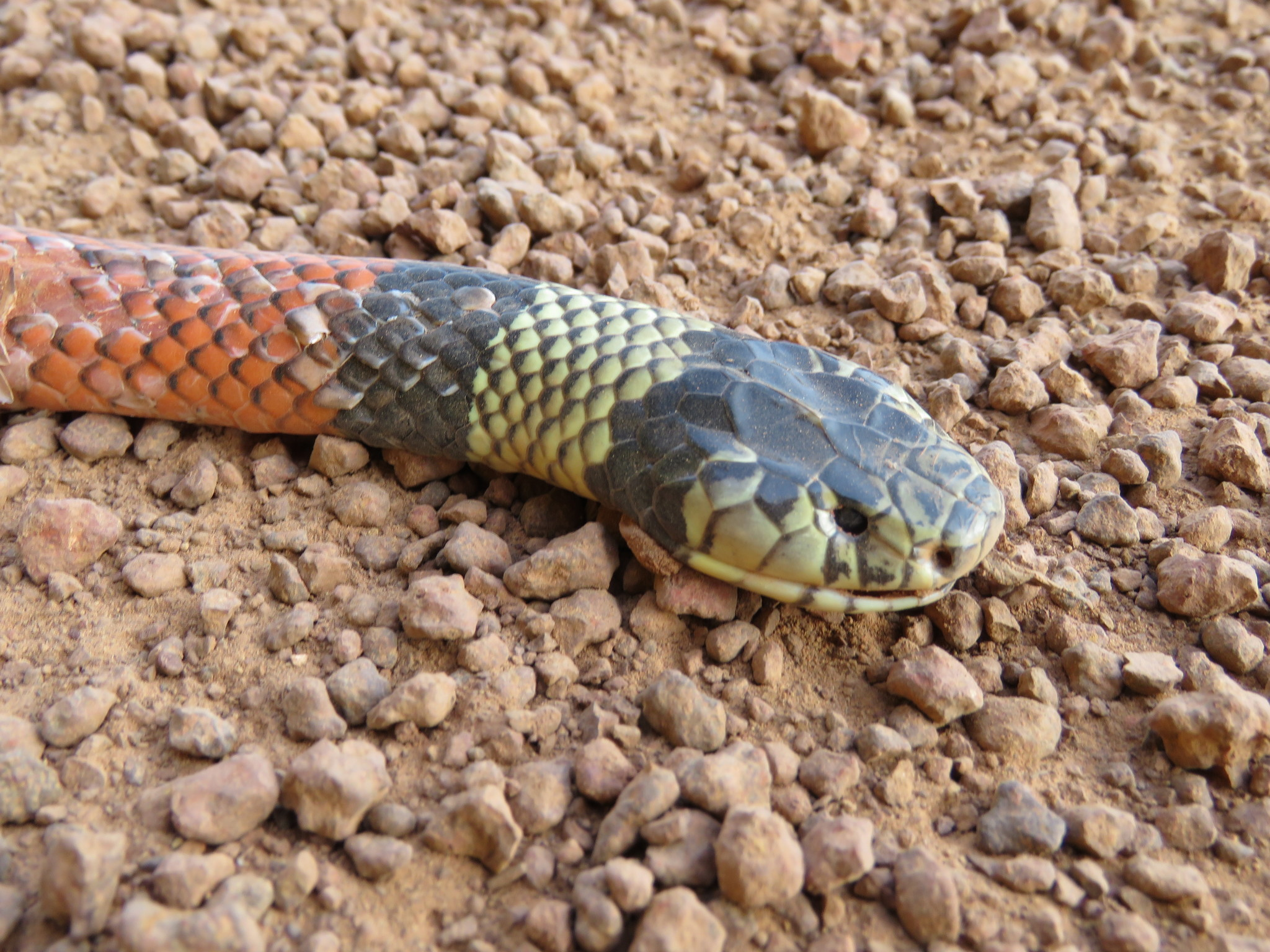
頭部
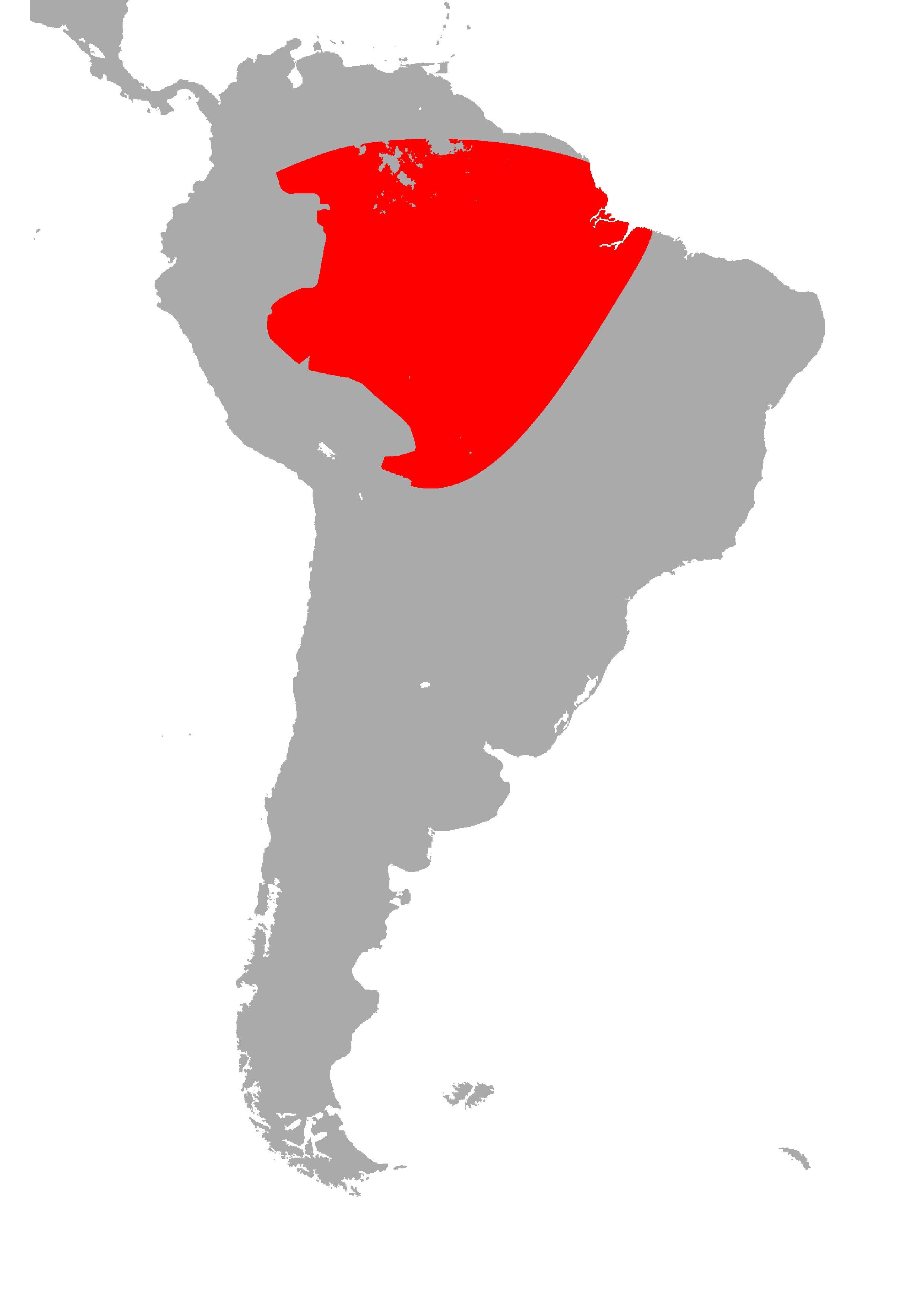
分布図